# Ryt Memphis-Misraim
Starożytny i Pierwotny Ryt Memphis-Misraim – jeden z mistyczno-ezoterycznych rytów wolnomularskich, mocno osadzony w gnostycyzmie, kabale, hermetyzmie i okultyzmie, powstały z dwóch innych rytów – Memphis i Misraim. Związany przede wszystkim z wolnomularstwem pseudoegipskim (Misr arab. 'Egipt'), związanym z osobą hrabiego Cagliostro.
Ryt Misraim, zwany rytem Wysokich Stopni, powstał we Włoszech w 1805 r. i liczył 90 stopni. Uznawany jest za "egipski" poprzez legendę o synu biblijnego Chama – Misraimie, który miał odkryć tajemną naukę Izydy i Ozyrysa. Pierwszą lożą tego rytu była paryska "L'arc-en-ciel". Stopnie rytu zostały podzielone na 17 klas i 4 serie:
- symboliczna,
- filozoficzna,
- mistyczna,
- hermetyczno-kabalistyczna.

Ryt Memphis został rozpowszechniony we Francji przez Samuela Honisa, barona Dumas, Markiza de Laroque i Gabriela Matheiu Marconisa de Negre w 1838 r. Jego celem miało być umożliwienie zgłębiania zasad filozoficznego wtajemniczenia egipskiego. Jego obrzędową podstawą miały być misteria kapłanów egipskich. Składał się z 95 stopni.
Oba ryty były bardzo do siebie podobne. Ich połączenie miało miejsce w roku 1899. Połączone ryty oparły się na rycie podstawowym Filadelfów z Narbonne. Nowy ryt liczy 99 stopni, na jego czele stoi Wielki Hierofant (jednym z nich był Giuseppe Garibaldi). Pozwala na tworzenie lóż kobiecych.
W Polsce w tym rycie pracują w 2024 r.:
- Abraxas pod Światłem Syriusza w Wielkim Wschodzie Polski[1] i Suwerennym Tradycyjnym Sanktuarium Polski[2], Warszawa[3]

- Piramida Północy na Wschodzie Torunia (Wielka Zjednoczona Loża Polski i Krajów Bałtyckich)[4]

W rycie tym pracują obecnie takie obediencje, jak:
- Suwerenne Tradycyjne Sanktuarium Polski Starożytnego i Pierwotnego Rytu Memphis-Misraim
- Wielka Loża Francuska Rytu Memphis-Misraim. glfmm.org. [zarchiwizowane z tego adresu (2007-04-16)].
- Wielka Żeńska Loża Rytu Memphis-Misraim
- Wielka Loża Belgii Rytu Memphis-Misraim. memphis-misraim.be. [zarchiwizowane z tego adresu (2005-10-27)].
- Wielka Loża Kanady Rytu Memphis-Misraim
- Wielka Loża Mieszana Francji Rytu Memphis-Misraim. memphis-misraim-mixte.com. [zarchiwizowane z tego adresu (2005-09-09)].
- Wielka Loża Sol-Om-On. pages.infinit.net. [zarchiwizowane z tego adresu (2005-10-25)].
- Wielka Loża Symboliczna Rytu Memphis-Misraim Szwajcarii
- Wielka Loża Mieszana Memphis-Misraim
- Światowa Egipska Asocjacja Memphis Misraim